# Stazione meteorologica di Avigliano-Castel Lagopesole
La stazione meteorologica Avigliano-Castel Lagopesole è la stazione meteorologica di riferimento relativa all'omonima frazione del territorio comunale di Avigliano.

## Coordinate geografiche
La stazione meteorologica è situata nell'Italia meridionale, in Basilicata, in provincia di Potenza, nel comune di Avigliano, in località Castel Lagopesole, a 829 metri s.l.m. e alle coordinate geografiche 40°48′N 15°44′E.

## Dati climatologici
Secondo i dati medi del trentennio 1961-1990, la temperatura media del mese più freddo, gennaio, si attesta a +3,6 °C, mentre quella del mese più caldo, agosto, è di +22,4 °C .
| Avignano-Castel Lagopesole | Mesi | Mesi | Mesi | Mesi | Mesi | Mesi | Mesi | Mesi | Mesi | Mesi | Mesi | Mesi | Stagioni | Stagioni | Stagioni | Stagioni | Anno |
| Avignano-Castel Lagopesole | Gen  | Feb  | Mar  | Apr  | Mag  | Giu  | Lug  | Ago  | Set  | Ott  | Nov  | Dic  | Inv      | Pri      | Est      | Aut      | Anno |
| -------------------------- | ---- | ---- | ---- | ---- | ---- | ---- | ---- | ---- | ---- | ---- | ---- | ---- | -------- | -------- | -------- | -------- | ---- |
| T. max. media (°C)         | 6,5  | 8,0  | 10,9 | 15,3 | 19,9 | 24,8 | 27,9 | 28,4 | 23,6 | 17,6 | 12,7 | 8,7  | 7,7      | 15,4     | 27,0     | 18,0     | 17,0 |
| T. min. media (°C)         | 0,8  | 1,3  | 2,9  | 5,9  | 9,7  | 13,7 | 16,1 | 16,5 | 13,7 | 9,8  | 6,2  | 2,8  | 1,6      | 6,2      | 15,4     | 9,9      | 8,3  |